# Landhaus Friedlandstraße 10 (Radebeul)
Das Landhaus in der Friedlandstraße 10 liegt im Stadtteil Serkowitz des sächsischen Radebeul. Das von den Gebrüdern Ziller errichtete Haus wurde 1927 durch den Serkowitzer Fabrikanten Otto Baer umfänglich umgebaut.

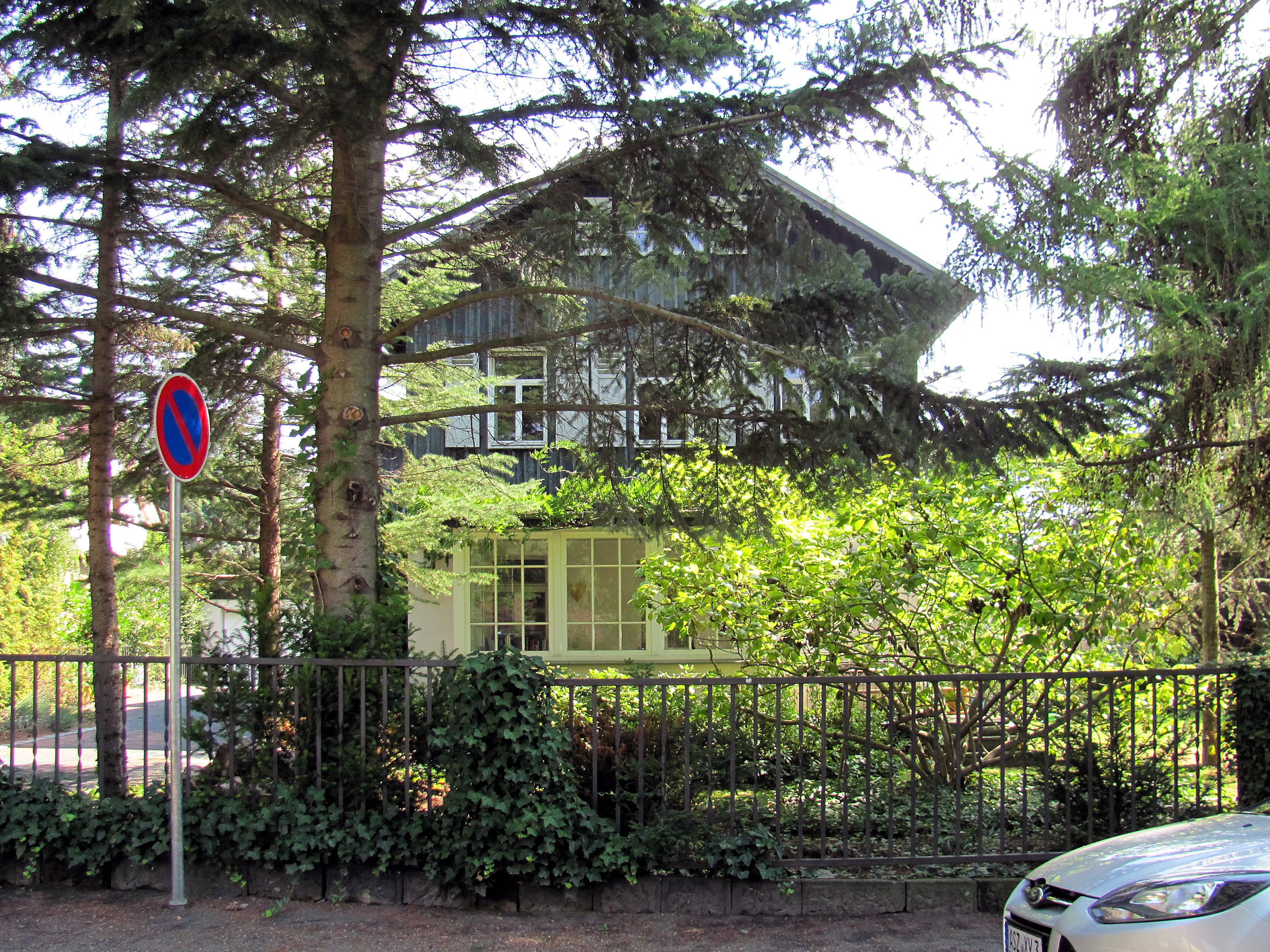
Landhaus Friedlandstraße 10

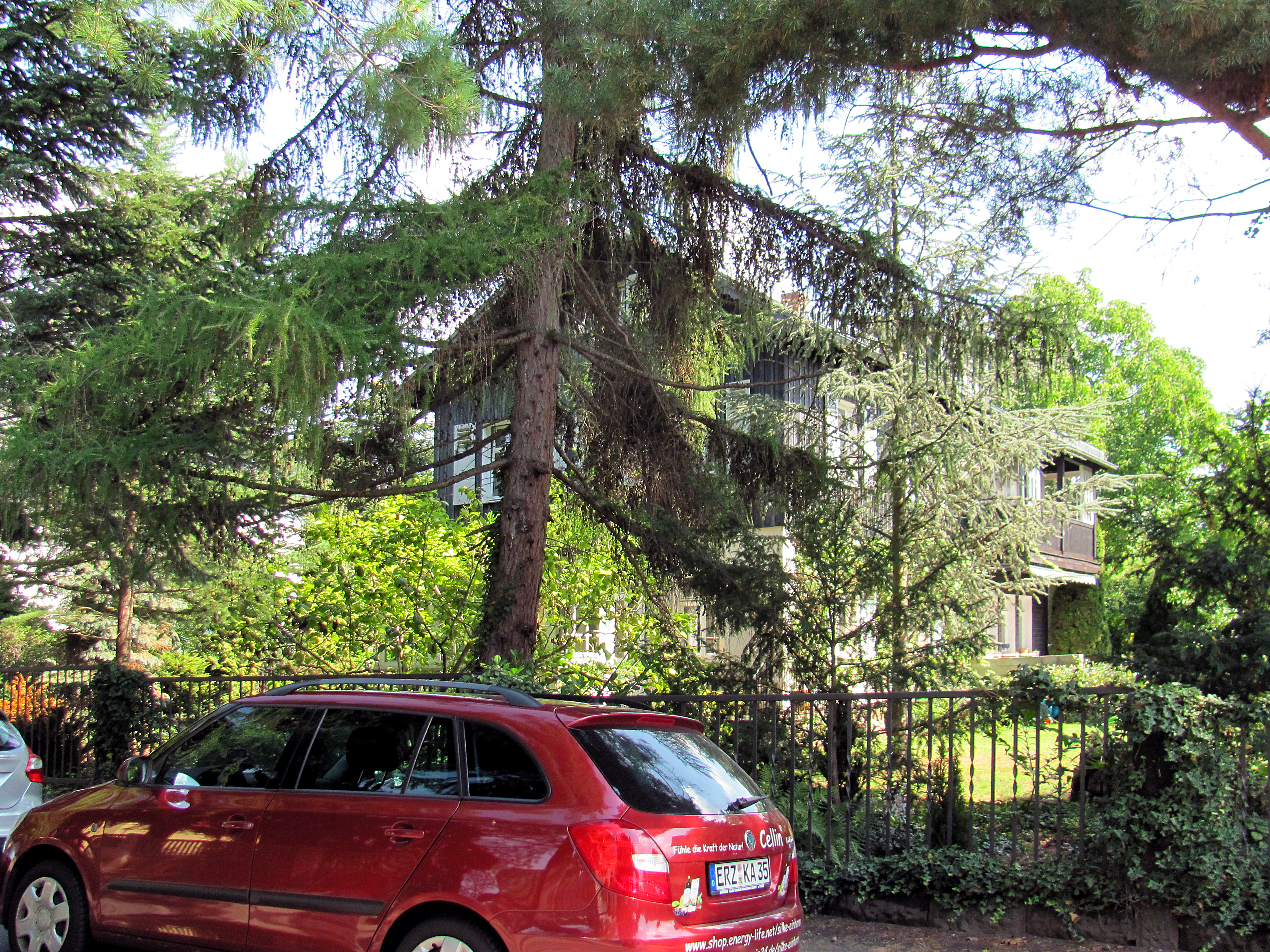
Landhaus Friedlandstraße 10

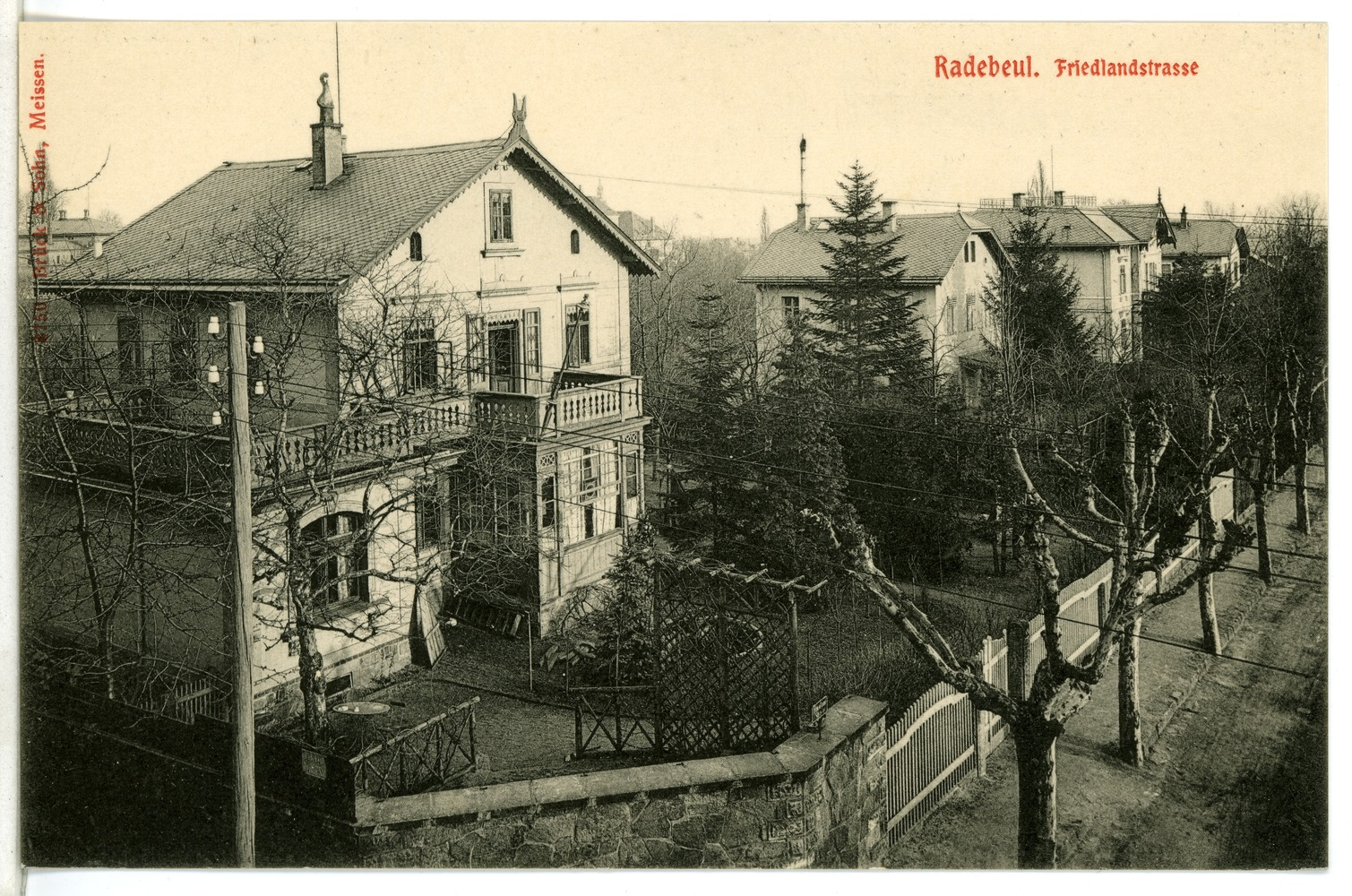
Friedlandstraße 10 (2. von links, 1907)

## Beschreibung
Das zweigeschossige, heute denkmalgeschützte Landhaus wurde 1885 von den „Gebrüdern Ziller“ als symmetrisch angelegtes Haus mit drei zu drei Fensterachsen sowie einem flachen Krüppelwalmdach errichtet. Der Ursprungsbau entsprach wohl dem seinerzeit von den Baumeistern bevorzugten Schweizerstil mit weitem Dachüberstand und Ziergiebel.
Im Jahr 1927 ließ der Fabrikant Otto Baer unter Bauleitung seiner Firma das Ursprungsgebäude umfangen, dabei wesentlich vergrößern und das Obergeschoss verbrettern. Der Giebel auf der Westseite zeigt noch die ursprüngliche Kubatur.
Auf der Giebelseite zur Straße befindet sich eine Terrasse, in den Traufseiten befinden sich Vorbauten und ein Balkon, unter diesem eine „holzsichtige Bohlenstube“.
Die Denkmalpflege ordnet das Haus durch die Umbauten inzwischen dem Heimatschutzstil zu.